# Ludvig 1., greve af Nassau-Weilburg
Ludvig 1., greve af Nassau-Weilburg (født 1473, død 28. maj 1523) var regerende greve fra 1492. 

## Forældre
Greve Ludvig 1. var søn af greve Johan 3. (1441–1480), der var medregent af Nassau-Weilburg i 1470–1480, og Elisabeth den smukke af Hessen (1453–1489) (en datter af landgreve Ludvig 1. af Hessen (1402–1458)).

## Familie
Grev Ludvig 1. var gift med Marie af Nassau-Wiesbaden (datter af greve Adolf 3. af Nassau-Wiesbaden-Idstein). De fik seks børn, hvoraf de tre blev voksne. Philip 3., greve af Nassau-Weilburg var et af deres børn.

## Regeringstid
Greve Ludvig 1. blev regerende greve, da hans farfar Philip 2., greve af Nassau-Weilburg døde i 1492. 